# Lamplughsaura
Lamplughsaura is een geslacht van dinosauriërs behorende tot de groep van de Sauropodomorpha dat in het Vroege Jura leefde in het gebied van het huidige India.

## Naamgeving en vondst
De typesoort Lamplughsaura dharmaramensis werd in 2007 beschreven en benoemd door Tharavat S. Kutty, Sankar Chatterjee, Peter Malcolm Galton en Paul Upchurch op basis van een vrijwel volledig skelet en een viertal gedeeltelijke. De geslachtsnaam eert wijlen Pamela Lamplugh Robinson, de oprichtster van het Indian Statistical Institute waarvan de Geological Studies Unit het onderzoek uitvoerde. "Lamplugh" wordt uitgesproken als "Lamplo". De soortaanduiding verwijst naar de Dharmaramformatie, daterend uit het Sinemurien (ongeveer 196 miljoen jaar geleden), waarin de fossielen in de jaren zestig gevonden zijn nabij het dorp Krishnapur (79°32', 19°15'), in de zuidelijke deelstaat Andhra Pradesh. In dezelfde locatie werd de sauropodomorf Pradhania gevonden.
Het holotype, ISI R257, bestaat uit een bijna compleet skelet van een nog onvolwassen dier, waarvan echter de schedel ontbreekt. De toegewezen skeletten zijn de specimina ISI R258, ISI R259, ISI R260 en ISI R261.

## Beschrijving
Lamplughsaura was met een lengte van zo'n tien meter en een geschat gewicht van twee ton een relatief klein dier voor een vertegenwoordiger van de Sauropodomorpha. In morfologie leek hij sterk op vertegenwoordigers van de Prosauropoda, zij het met relatief langere ledematen en een veel zwaardere bouw. Hij was ook een echte viervoeter, in tegenstelling met eigenlijke prosauropoden, en zijn armen waren krachtig en lang. Wel waren in de pols het os intermedium en het os ulnare aanwezig en was de vijfde vinger zwak gevormd; allen basale kenmerken evenals de langwerpige vorm van de tenen. Zijn duimklauw was recht en niet gebogen.
Er werden geen autapomorfieën aangegeven, unieke afgeleid eigenschappen, maar wel een unieke combinatie van op zich niet unieke kenmerken. De tanden hebben geen of weinig grote vertandingen op de voorste snijrand. De achterste snijrand heeft in zijaanzicht een opvallende inham. De achterste halswervels hebben doornuitsteeksels met een verticale peesgroeve op voorzijde en achterzijde terwijl hun top overdwars verbreed is. Bij de staartwervels zijn de doornuitsteeksels korter dan de zijuitsteeksels zodat ze in de overgang naar de achterste staart eerder verdwijnen. De voorste staartwervels hebben doornuitsteeksels met een schuin naar boven gerichte spoor op de voorrand; naar achteren in de reeks verkleint dit zich tot een opvallend uitsteeksel. De neergaande botwand van de achterzijde van het onderste scheenbeen bedekt twee derden van de breedte overdwars van het sprongbeen. De duinklauw heeft een basale vorm door geleidelijk taps toe te lopen zonder opvallende kromming of snijrand.
Het materiaal omvat ook schedeldelen die tonen dat de schedel ongeveer 27 centimeter lang was en forsgebouwd. Er waren 21 tanden in de onderkaak (een basaal kenmerk) en vier in de premaxilla. De tanden zijn lepelvormig, juist een geavanceerd kenmerk. De nekwervels zijn zeven tot negen centimeter lang.

## Fylogenie
Een eerste kladistische analyse van zijn verwantschappen duidt er op dat Lamplughsaura een basale sauropode was maar dat is niet geheel zeker: er bestaat de reële mogelijkheid dat het een basale sauropodomorf was.